# Giro de Lombardía 1967
El Giro de Lombardía 1967, la 61.ª edición de esta clásica ciclista, se disputó el 21 de octubre de 1967, con un recorrido de 266 km entre Milán y Como. El vencedor final fue el italiano Franco Bitossi, que se impuso en la línea de llegada al también italiano Felice Gimondi y al francés Raymond Poulidor, que acabaron segundo y tercero respectivamente. 

## Clasificación final
| Posición | Ciclista          | Equipo                   | Tiempo  |
| -------- | ----------------- | ------------------------ | ------- |
| 1        | Franco Bitossi    | Filotex                  | 6h54'50 |
| 2        | Felice Gimondi    | Salvarani                | a 31"   |
| 3        | Raymond Poulidor  | Mercier-BP-Hutchinson    | s.t.    |
| 4        | Wladimiro Panizza | Vittadello               | s.t.    |
| 5        | Adriano Passuello | Molteni                  | s.t.    |
| 6        | Eddy Merckx       | Peugeot-Esso-Michelin    | s.t.    |
| 7        | Guido De Rosso    | Vittadello               | s.t.    |
| 8        | Raymond Delisle   | Peugeot-Esso-Michelin    | a 1'01" |
| 9        | Jan Janssen       | Pelforth-Sauvage-Lejeune | a 1'29" |
| 10       | Bernard Guyot     | Pelforth-Sauvage-Lejeune | a 1'31" |